# Tolice srpovitá

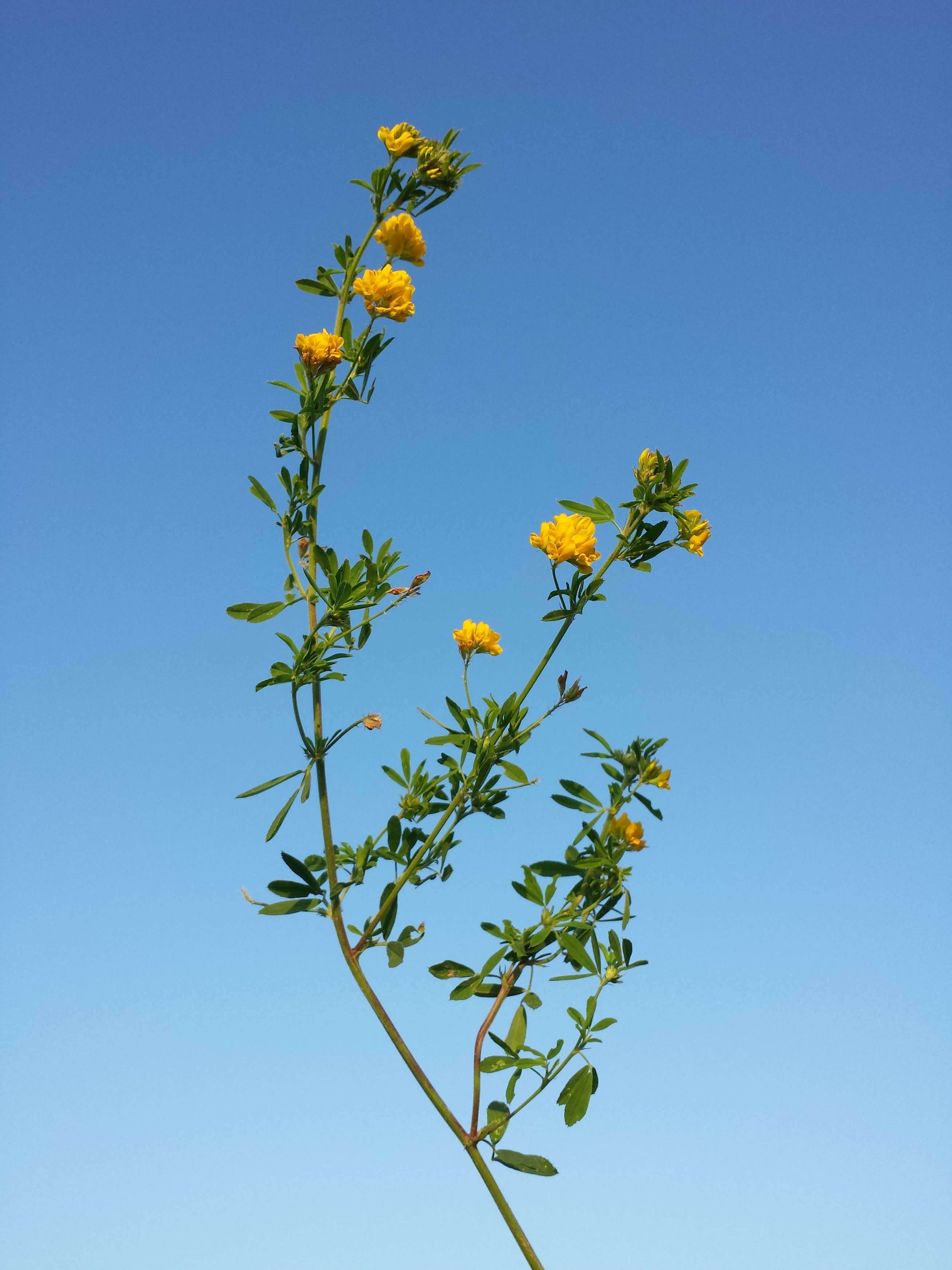
Kvetoucí rostlina

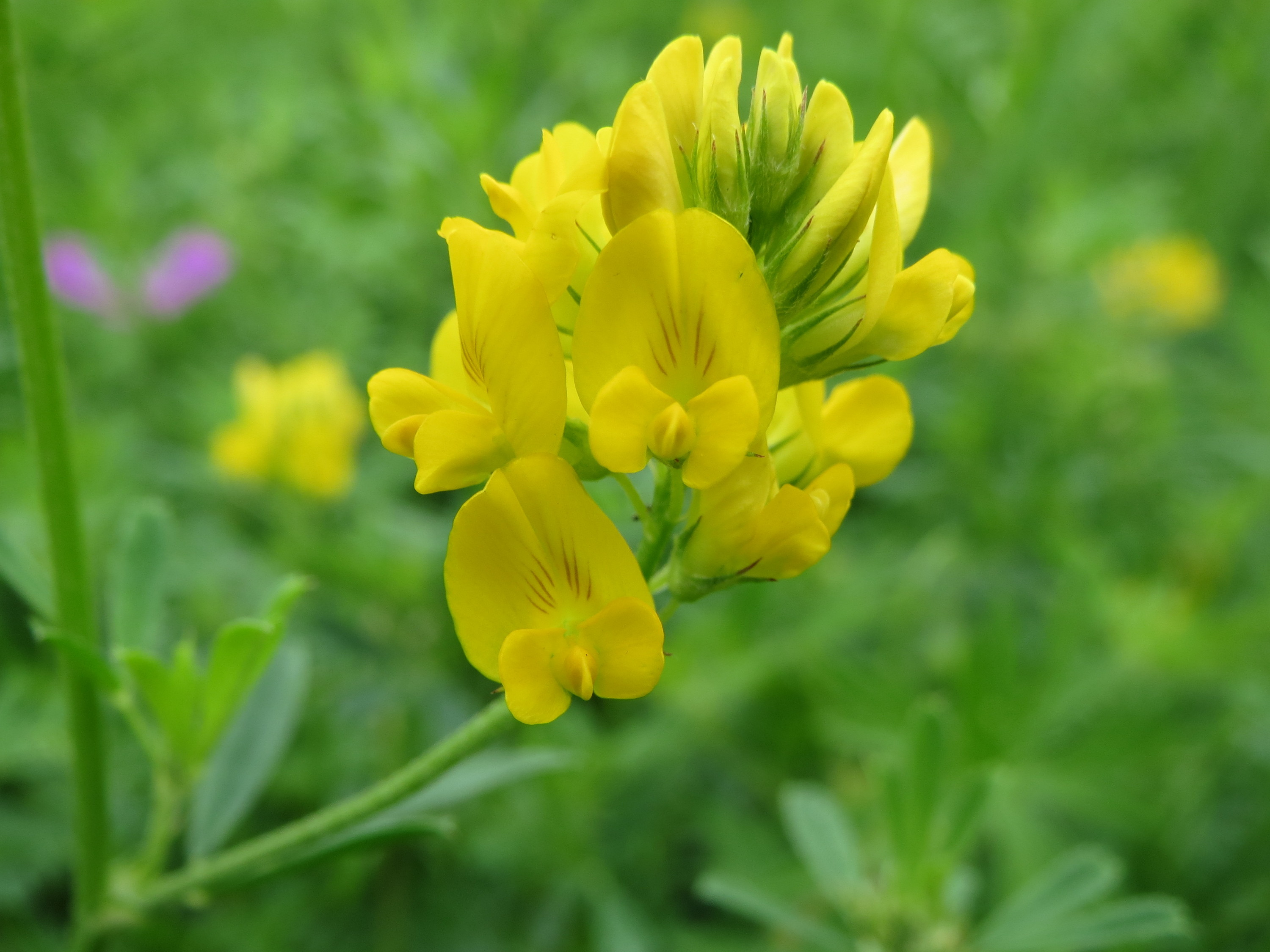
Květenství

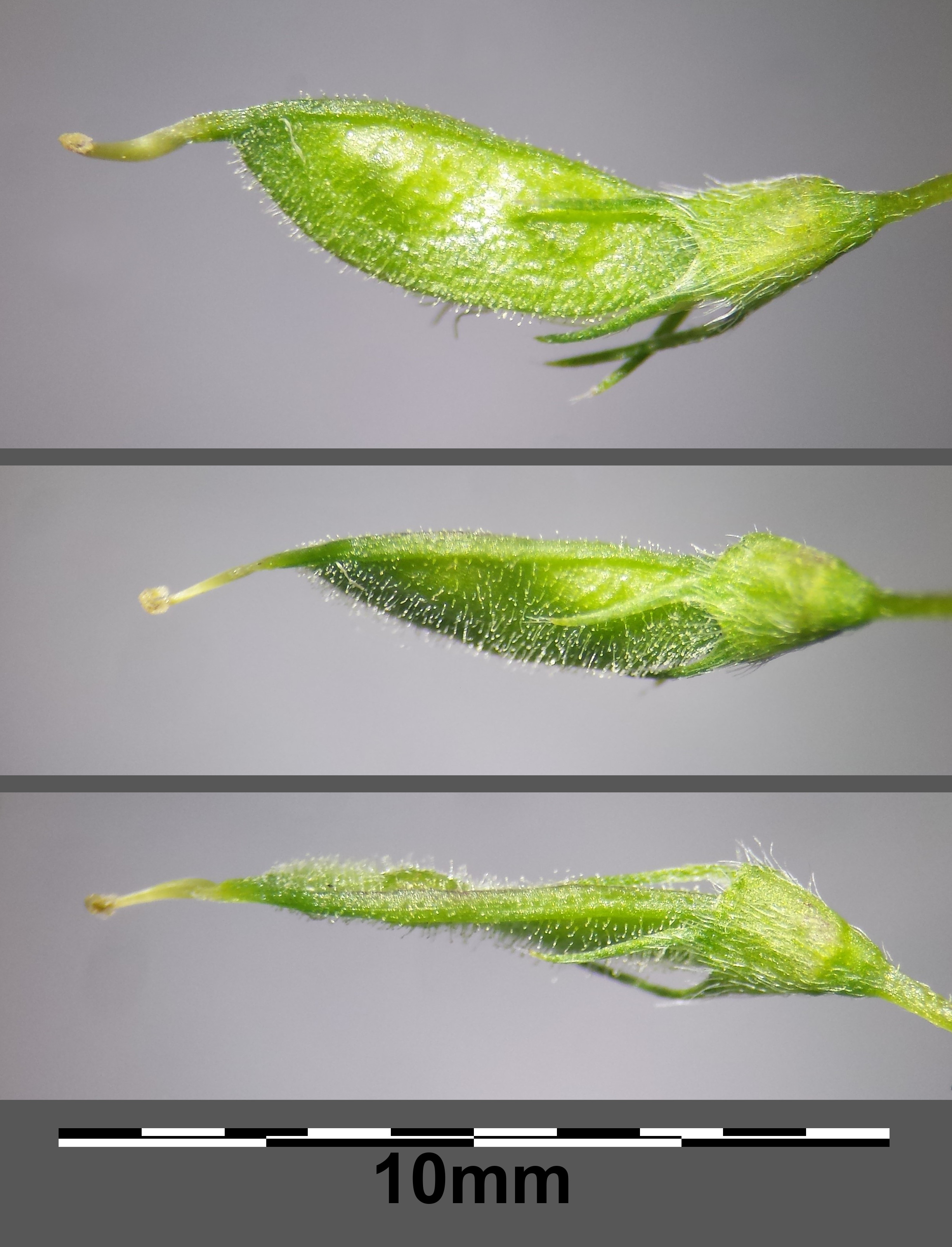
Srpovité lusky

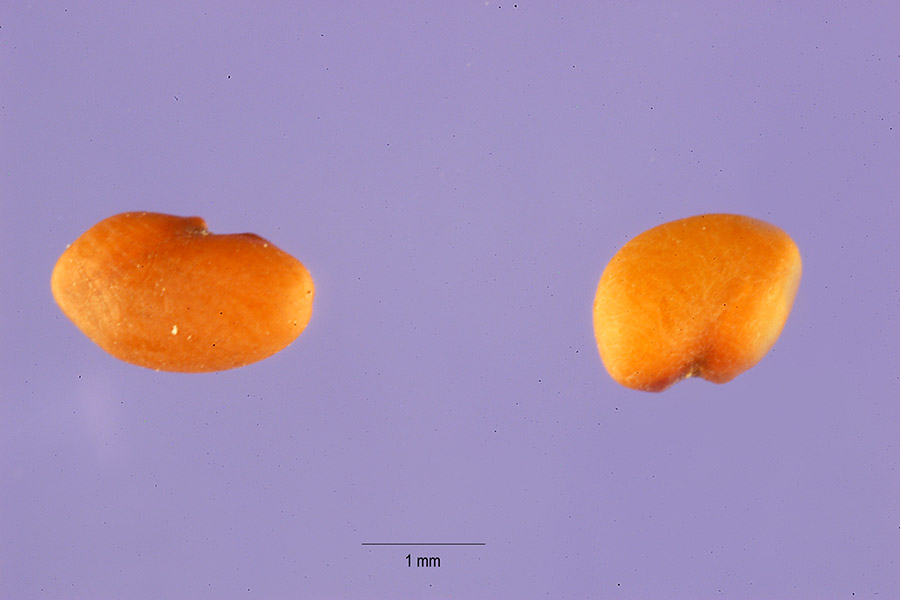
Vyluštěná semena

Tolice srpovitá (Medicago falcata) je vytrvalá, polykarpická, poléhavá rostlina vysoká nejvýše do 80 cm. Kvete od května do října žlutými květy sestavenými v polokulovitém, hroznovitém květenství. Je jedním ze čtyř původních druhů vyskytujících se v české přírodě.

## Ekologie
Je bylinou méně náročnou na kvalitu půdy, než její nejznámější příbuzná, hojně pěstována tolice vojtěška. Roste převážně v travnatých porostech na místech s vápencovým podložím a jen málo jí vadí sucho v pozdním létě a na podzim. Vyskytuje se na osluněných svazích, podél listnatých lesů či křovin a rovněž na okrajích cest, náspech nebo skalnatých úbočích. Dává přednost půdám hlubokým a výživným, nezřídka však roste i na místech s půdou mělkou, skeletovou, eventuálně písčitou, která však není kyselá. Tolice srpovitá kvete od května do října, plody postupně dozrávají do prvních podzimních mrazíků.
Ve většině areálů se potkávají dva různé cytotypy, diploidní s počtem chromozomů 2n = 16 a tetraploidní s počtem 2n = 32. Rostliny s rozdílnou ploidií od sebe morfologicky odlišují jen velmi málo, tetraploidní mívají v průměru jen o něco méně chlupatou rubovou stranu lístků a povrch lusků, které častěji bývají více zahnuté.

## Rozšíření
Rostlina se jako původní druh vyskytuje takřka po celé Evropě, nebyla zaznamenána jen na Islandu a ve Finsku. Mimo evropské území se její původní areál rozprostírá po velké části Asie, vyjma ruské Sibiře a tropického jihovýchodu, s nástupem moderních dějin se dostala i na Sibiř a do Japonska. Lidmi byla zavlečená i do Ameriky, do Spojených států, Kanady a Argentiny, jakož i do Afriky, Maroka a Jihoafrické republiky.
V Česku roste hlavně v termofytiku, kdežto v mezofytiku pouze roztroušeně a jen v teplejších oblastech, v chladnějších pouze jako krátce zavlékána na výhřevných místech v blízkosti lidských sídel. Nejvýše byla zaznamenána v Desné v Krkonoších v nadmořské výšce blízké 700 m n. m.

## Popis
Vytrvalá bylina s poléhavou až přímou lodyhou dlouhou 25 až 80 cm, která vyrůstá z kůlovitého či válcovitého, až 1,5 m dlouhého kořene s větvenou hlavou. Lodyha se rozvětvuje ve vystoupavé, podélně rýhované a pýřité větve, jež jsou střídavě porostlé řapíkatými, složenými, trojčetnými listy. Řapík bývá okolo 1 cm dlouhý a vyrůstá z až 1,5 cm dlouhých kopinatých palistů, které částečně s řapíkem srůstají. Lístky jsou obkopinaté až klínovité, dlouhé 1 až 2 cm a široké 0,2 až 0,7 cm, na vrcholu uťaté až slabě vykrojené či zakončené kratičkou špičkou, na rubové straně jsou hustě chlupaté a prostřední lístek má o málo delší řapíček než lístky krajní. Na noc se lístky skládají vzhůru dohromady, aby se zabránilo přílišnému vyzařování tepla. Na podzim lodyhy i listy usychají.
Květy jsou seskupené do polokulovitých květenství, zkrácených hroznů, jež vyrůstající na stopkách 1 až 5 cm dlouhých z úžlabí listů. Květenství obsahuje průměrně okolo patnácti šikmo odstávajících žlutých květů, které mají asi 2 mm stopky a drobné čárkovité listeny. Kalich květu je pěticípý, světle zelený, zvonkovitý a jeho srostlé lístky vytvářejí 4 mm kališní trubku. Koruna květu má pět volných nehetnatých lístků, je sytě žlutá a přibližně 10 mm dlouhá, největší prostřední lístek tvoří vejčitou pavézu, dva menší člunek a dva delší krajní křídla. V květu je dále deset dvoubratrých tyčinek s prašníky, z nich devět je srostlých a jedna volná, podlouhlý semeník se dvěma až šesti vajíčky a pestík s ohnutou čnělkou s vyčnívající bliznou. Květy jsou samosprašné i cizosprašné a jsou opylovány hmyzem, který si přilétá pro pyl z prašníků i pro nektar ronící se ze spodiny tyčinek. Květy mají unikátní mechanismus, který po dosednutí opylovače zajistí prudký dotyk prašníků s jeho břichem, které se již předem otřelo o bliznu. Do hlubokých květů však pro nektar snadno dosáhne pouze hmyz s dlouhým sosákem, hlavně čmeláci a motýli modrásci, pro které ale tolice srpovitá není živná rostlina jejich housenek.
Plody jsou tmavě hnědé, podlouhlé, chlupaté a mírně srpovitě zahnuté lusky, které jsou převážně nepukavé a v plné zralosti většinou opadavé. Bývají dlouhé 6 až 15 mm a široké okolo 3 mm, na jednom konci mívají krátký zobáček a na druhém zbytky po uschlém kalichu, na povrchu mají slabě vyniklou síťovitou žilnatinu a někdy zahnuté ostny. Lusk obsahuje tři až šest semen dlouhých okolo 2 mm a širokých 1 mm, která jsou žlutohnědá, slabě zploštělá, nesymetricky ledvinovitá či srdčitá. Rostlina se rozmnožuje semeny.

## Význam
Tolice srpovitá se v Česku účelově nepěstuje, zato v krajinách se sušším podnebím anebo s vysýchavou kamenitou nebo písčitou půdou bývá využívána jako pícnina, ať v čerstvém stavu či jako seno. V přírodě se často kříží s tolicí vojtěškou (Medicago sativa) a vznikají tak jedinci se žlutofialovými, fialovohnědými až bledě červenofialovými květy. Tento kříženec je odolnější než kulturní tolice vojtěška a je někdy uváděn jako samostatný druh tolice měňavá (Medicago x varia).
Výhodou tolice srpovité je také poléhavá lodyha, protože při sečení louky bývá sekačkou poškozená jen málo a zakrátko obnovuje další růst a brzy znovu kvete. Rostlina úspěšně odolává letnímu suchu a s nástupem podzimu bývá na sušších lokalitách často jedinou kvetoucí rostlinou a je v tom čase významnou medonosnou rostlinou, byť se drobné včely k nektaru dostávají jen stěží.